# Diocesi di Filadelfia Minore
La diocesi di Filadelfia Minore (in latino Dioecesis Philadelphiensis Minor) è una sede soppressa del patriarcato di Antiochia e una sede titolare della Chiesa cattolica.

## Storia
Filadelfia Minore, nella regione di Cetis nell'odierna Turchia, è un'antica sede episcopale della provincia romana di Isauria nella diocesi civile d'Oriente. Faceva parte del patriarcato di Antiochia ed era suffraganea dell'arcidiocesi di Seleucia, come attestato da una Notitia episcopatuum del patriarcato datata alla seconda metà del VI secolo.
Diversi sono i vescovi noti di quest'antica diocesi. Ipsistio prese parte al primo concilio di Costantinopoli nel 381. Matalo (o Metalo o Megalo) intervenne al concilio di Calcedonia nel 451. Atanasio sottoscrisse nel 458 la lettera dei vescovi dell'Isauria all'imperatore Leone I dopo la morte di Proterio di Alessandria. All'inizio del VI secolo sono noti due vescovi monofisiti: Sergio, amico di Severo di Antiochia, e Vittore, suo corrispondente. Il vescovo Stefano assistette al secondo concilio di Nicea nel 787. Infine Michele fu presente al concilio di Costantinopoli dell'879-880 che riabilitò il patriarca Fozio.
Per un certo periodo, dopo l'occupazione araba di Antiochia, l'Isauria fu annessa al patriarcato di Costantinopoli. La diocesi di Filadelfia Minore appare nelle Notitiae Episcopatuum di questo patriarcato nel IX, nel X e nel XIII secolo.
Dal 1933 Filadelfia Minore è annoverata tra le sedi vescovili titolari della Chiesa cattolica; la sede è vacante dal 30 dicembre 1968. Il titolo è stato assegnato ad un solo vescovo, Bernardo Leonardo Fey Schneider, vescovo ausiliare e poi vescovo coadiutore di Potosí in Bolivia.

## Cronotassi

### Vescovi greci
- Ipsistio † (menzionato nel 381)
- Matalo (o Metalo o Megalo) † (menzionato nel 451)[3]
- Atanasio † (menzionato nel 458)
  - Sergio † (prima metà del VI secolo) (vescovo monofisita)
  - Vittore † (prima metà del VI secolo) (vescovo monofisita)
- Stefano † (menzionato nel 787)[4]
- Michele † (menzionato nell'879)[5]

### Vescovi titolari
- Bernardo Leonardo Fey Schneider, C.SS.R. † (9 luglio 1952 - 30 dicembre 1968 succeduto vescovo di Potosí)